# Grane (Noruega)
Grane és un municipi situat al comtat de Nordland, Noruega. Té 1,463 habitants (2018) i la seva superfície és de 2,004.15 km². El centre administratiu del municipi és la poble de Trofors. Els altres pobles de Grane són Fallmoen, Leiren, Majavatn, i Strendene. La carretera de la ruta europea E06 i la Línia de Nordland passen pel municipi de sud a nord.
El municipi es troba a la part sud del comtat, al llarg de la frontera amb Trøndelag. Hi ha molts llacs a Grane, com Fiskelausvatnet, Gåsvatnet, Jengelvatnet, Majavatnet, Mellingsvatnet, Nedre Fiplingvatnet, Sefrivatnet i Storsvenningvatnet. El principal riu Vefsna també travessa la vall. Hi ha dos parcs nacionals que estan parcialment ubicats a Grane: el Parc Nacional de Børgefjell i el Parc Nacional de Lomsdal-Visten.